# Suzanne Cryer
Suzanne Rossell Cryer (Rochester, 13 gennaio 1967) è un'attrice statunitense.
È conosciuta principalmente per i ruoli da co-protagonista nelle serie televisive Due ragazzi e una ragazza e Silicon Valley e nel film del 1999 Friends & Lovers.

## Biografia
Suzanne Cryer ha frequentato la Yale School of Drama, presso l'Università Yale, insegnando nelle scuole medie pubbliche di New York prima di intraprendere la carriera di attrice a tempo pieno. Oltre ad essere apparsa in molti film e serie televisive, ha anche maturato esperienze in teatro, arrivando, nell'autunno del 1997, ad essere protagonista in una produzione di Broadway, interpretando Josie Hines nella commedia di Neil Simon Proposals.

## Filmografia

### Cinema
- Vaudeville – cortometraggio, regia di Ira Sachs (1992)
- Some Folks Call It a Sling Blade – cortometraggio, regia di George Hickenlooper (1994)
- Sesso & potere (Wag the Dog), regia di Barry Levinson (1997)
- Wilbur Falls, regia di Juliane Glantz (1998)
- My Mother Dreams the Satan's Disciples in New York – cortometraggio, regia di Barbara Schock (1998)
- Friends & Lovers, regia di George Haas (1999)
- The Happiest Day of His Life, regia di Ursula Burton (2007)
- Viaggio in paradiso (Get the Gringo), regia di Adrian Grunberg (2012)
- Six Letter Word – cortometraggio, regia di Lisanne Sartor (2012)
- 10 Cloverfield Lane, regia di Dan Trachtenberg (2016)

### Televisione
- Law & Order - I due volti della giustizia (Law & Order) – serie TV, 1 episodio (1992)
- New York News – serie TV, 1 episodio (1995)
- Lifestories: Families in  – serie TV, 1 episodio (1996)
- Caroline in the City – serie TV, 1 episodio (1996)
- Seinfeld – serie TV, 1 episodio (1997)
- Cosby – serie TV, 1 episodio (1998)
- Conrad Bloom – serie TV, 1 episodio (1998)
- Due ragazzi e una ragazza (Two Guys and a Girl) – serie TV, 60 episodi (1998-2001)
- It's Like, You Know... – serie TV, 2 episodi (1999-2001)
- The Drew Carey Show – serie TV, 1 episodio (2002)
- Frasier – serie TV, 2 episodi (2002-2003)
- I'm with Her – serie TV, 1 episodio (2003)
- Dr. Vegas – serie TV, 1 episodio (2004)
- The King of Queens – serie TV, 1 episodio (2005)
- Inconceivable – serie TV, 1 episodio (2005)
- E.R. - Medici in prima linea (ER) – serie TV, 1 episodio (2005)
- Out of Practice - Medici senza speranza (Out of Practice) – serie TV, 1 episodio (2005)
- The PTA – serie TV, 1 episodio (2006)
- Bones – serie TV, 1 episodio (2006)
- CSI: Miami – serie TV, 1 episodio (2006)
- Shark – serie TV, 1 episodio (2006)
- Desperate Housewives – serie TV, 1 episodio (2007)
- Grey's Anatomy - serie TV, episodio 3x20 (2007)
- Veronica Mars – serie TV, 1 episodio (2007)
- Criminal Minds – serie TV, 1 episodio (2007)
- Women's Murder Club – serie TV, 1 episodio (2008)
- Senza traccia (Without a Trace) – serie TV, 1 episodio (2008)
- Sex and the City – serie TV, 1 episodio (2008)
- The Starter Wife – serie TV, 4 episodi (2008)
- Nip/Tuck – serie TV, 1 episodio (2009)
- Southland – serie TV, 1 episodio (2009)
- American Dad! – serie TV animata, 1 episodio, voce (2009)
- Dexter – serie TV, 2 episodi (2009)
- Medium – serie TV, 1 episodio (2010)
- Big Love – serie TV, 1 episodio (2011)
- Drop Dead Diva – serie TV, 1 episodio (2011)
- CSI - Scena del crimine (CSI: Crime Scene Investigation) – serie TV, 1 episodio (2011)
- I'm in the Band – serie TV, 1 episodio (2011)
- The Closer – serie TV, 1 episodio (2011)
- Family Tools – serie TV, 1 episodio (2013)
- Teen Beach Movie – film TV, regia di Jeffrey Hornaday (2013)
- Shameless – serie TV, 2 episodi (2014-2015)
- The Fosters – serie TV, 4 episodi (2013-2016)
- Silicon Valley – serie TV (2015-2019)
- Percy Jackson e gli dei dell'Olimpo - serie TV (2023-in corso)

## Teatro
- Collected Stories, regia di Lisa Peterson. South Coast Repertory di Costa Mesa (1996)[1]
- Arcadia, regia di Robert Egan. Mark Taper Forum di Los Angeles (1996)[1]
- Proposals, regia di Joe Mantello. Broadhurst Theatre (Broadway), New York (1997)[2]

## Doppiatrici italiane
Nelle versioni in italiano delle opere in cui ha recitato, Suzanne Cryer è stata doppiata da:
- Sabrina Duranti in The Closer, Percy Jackson e gli dei dell'Olimpo
- Eleonora De Angelis in Due ragazzi e una ragazza
- Alessandra Cassioli in CSI: Miami
- Roberta Bosetti in Nip/Tuck
- Daniela Calò in Desperate Housewives
- Francesca Guadagno in Grey's Anatomy
- Daniela Abbruzzese in Criminal Minds
- Anna Cugini in CSI - Scena del crimine
- Alessandra Korompay in Silicon Valley
- Roberta Gasparetti in 10 Cloverfield Lane
- Cristina Boraschi in Lucifer
- Roberta Pellini in All Rise
- Laura Boccanera in Hawaii Five-0